# Ernst Göler von Ravensburg

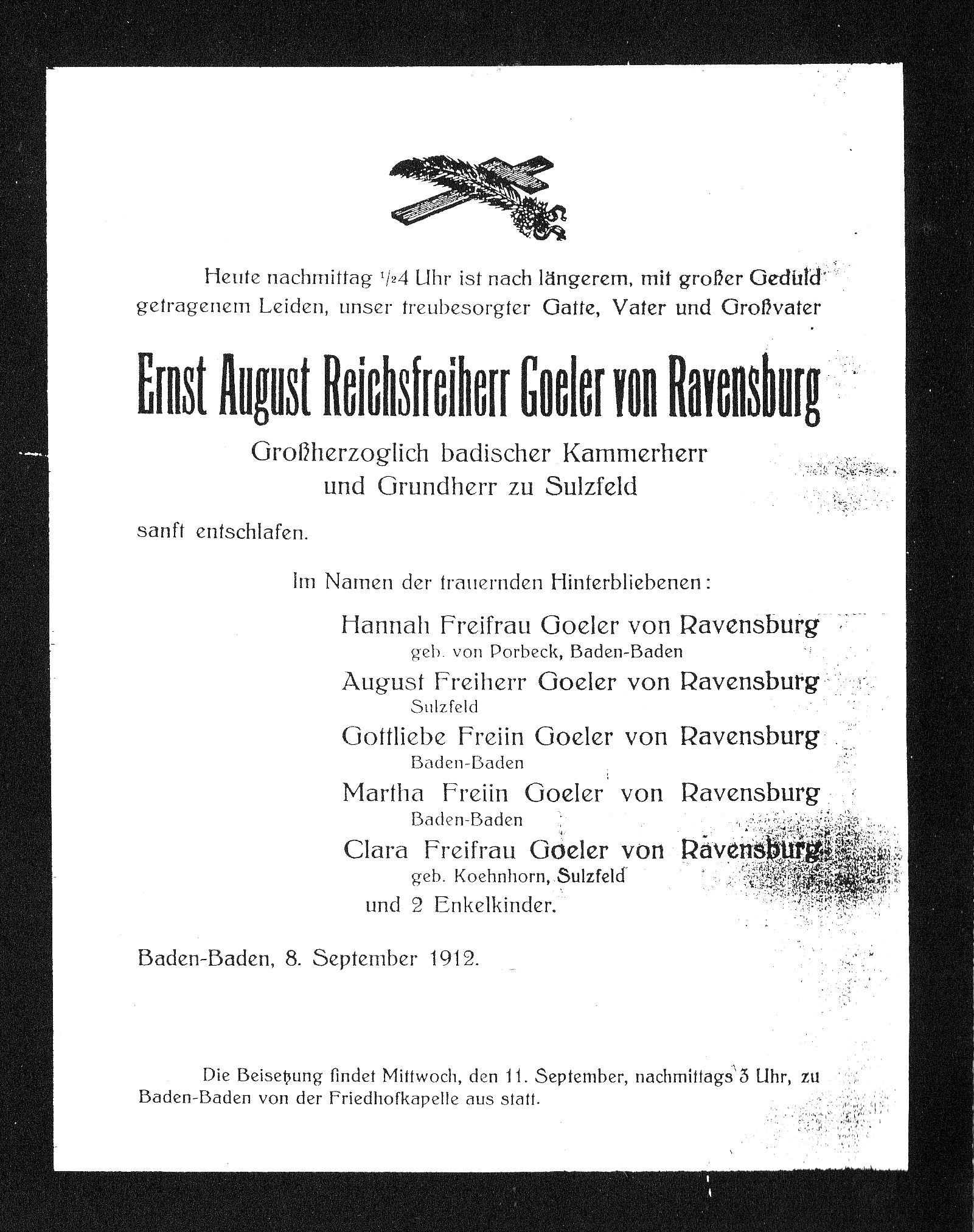
Todesanzeige des Freiherrn Ernst August Goeler von Ravensburg

Karl Ernst August Freiherr Goeler von Ravensburg (* 10. April 1837 in Karlsruhe; † 9. September 1912 in Baden-Baden) war Grundherr und Mitglied des Deutschen Reichstags.

## Leben
Ernst August Freiherr Göler von Ravensburg studierte Land- und Forstwirtschaft in Karlsruhe und Hohenheim. Er verwaltete das Gut der Familie in Sulzfeld und war als Grundherr von 1865 bis 1868 sowie von 1875 bis 1910 Mitglied der Ersten Kammer der Badischen Ständeversammlung. Zwischen 1872 und 1883 war er Mitglied der Evangelischen Generalsynode und von 1868 bis 1870 Mitglied des Deutschen Zollparlaments.
Von 1881 bis 1887 war er Mitglied des Deutschen Reichstags für den Wahlkreis Großherzogtum Baden 13 (Bretten, Sinsheim) und die Deutschkonservative Partei. Am 1. Dezember 1887 legte er sein Reichstagsmandat nieder.